# Syndrom vyhoření
Syndrom vyhoření (také syndrom vyhasnutí, vyhaslosti, vyprahlosti, angl. burnout [ˈbəː(r)naut]) byl poprvé popsán v roce 1974 H. Freudenbergerem v článku „Staff burnout“ [ˈstaːf bəː(r)naut] v časopise Journal of Social Issues. Existují různé definice (např. ztráta profesionálního zájmu nebo osobního zaujetí u příslušníka pomáhajících profesí nebo vyhoření jako výsledek procesu, v němž lidé velice intenzívně zaujatí určitým úkolem nebo ideou ztrácejí své nadšení), které se shodují v určitých bodech:
- Jedná se o psychický stav, prožitek vyčerpání.
- Vyskytuje se zvláště u profesí obsahujících práci s lidmi nebo alespoň kontakt s lidmi a závislost na jejich hodnocení.
- Tvoří ho řada symptomů především v oblasti psychické, částečně i fyzické a sociální.
- Klíčovou složkou syndromu je emoční vyčerpanost, kognitivní vyčerpání a „opotřebení“ a často i celková únava.
- Všechny hlavní složky syndromu vyhoření vycházejí z chronického stresu.

Koncem května 2019 WHO kodifikovala syndrom vyhoření v Mezinárodní klasifikaci nemocí, a tím jej zařadila mezi nemoci; tomuto kroku předcházela diskuse. Švédsko a Nizozemsko jej uznaly jako diagnózu již dříve.
Nejpodstatnějším znakem je posledně zmiňovaný chronický stres vycházející z pracovní činnosti, který může být doprovázen další zátěží z osobního života, sociálního i fyzikálního okolí atd. Profese je charakteristická vysokými nároky na výkon, bez možnosti delší úlevy a závažnými následky v případě omylu. Výkon takové práce bývá spojen s velkou odpovědností a nasazením, někdy s pociťováním „poslání“ profese.
Vyhoření je tedy důsledek nerovnováhy mezi profesním očekáváním a profesní realitou, mezi ideály a skutečností.

## Fáze
Samotné vyhoření je výsledek dlouhého pozvolného procesu, který má následující fáze:
- 0. fáze, předfáze: jedinec pracuje co nejlépe, snaží se, přesto má pocit, že požadavkům není možné dostát a jeho snaha není dostatečně ohodnocena, tato fáze představuje jakési podhoubí pro vznik syndromu vyhoření
- 1. fáze: pocit, že jedinec nic nestíhá, jeho práce začíná ztrácet systém
- 2. fáze: vyskytují se symptomy neurózy (např. úzkost) spolu s pocitem, že jedinec stále musí něco dělat, přičemž výsledkem je chaotické jednání
- 3. fáze: pocit, že „něco uděláno být musí“, mizí a nahrazuje ho opačný pocit – že se nemusí nic; pouhá přítomnost druhých lidí jedince dráždí, přidružuje se ztráta veškerého nadšení a zájmu, převládá únava, zklamání a vyčerpání

## Příznaky
Zvláště v poslední fázi se vyskytují tyto příznaky:
- únava a pokles výkonu
- deprese a úzkosti
- poruchy paměti a soustředění
- poruchy spánku
- tělesné potíže (trávicí trakt, dýchací soustava, sexualita, kardiovaskulární systém, …)
- nespokojenost, dystrofie, neschopnost uvolnit se
- tendence k návyku na psychoaktivní látky (alkohol, tabák, …)
- snížení sebedůvěry a poruchy v interpersonálních vztazích

Jde tedy o stav, kdy se u jedince vyskytuje ztráta činorodosti a poslání, pocity zklamání, hořkosti při hodnocení minulosti. Jedinec ztrácí zájem o svou práci i o osobní rozvoj, spokojuje se s každodenním stereotypem, snaží se pouze přežít, „nemít problémy“, je emočně oploštělý až cynický, dochází k redukci tvořivosti, iniciativy a spontaneity, převažují negativní pocity od hostility po depresi, přidružují se i somatické potíže.
Vyhoření postihuje lidi z pomáhajících profesí, nejčastěji pak lékaře, zdravotní sestry, učitele, psychology, sociální pracovníky, pedagogy, manažery, policisty, programátory, architekty a další profese.
V současné době je však překonán názor, že se obětí syndromu mohou stát pouze pracovníci v pomáhajících či jinak exponovaných profesích.
Moderní studie[zdroj?] vypovídají, že příčinou syndromu vyhoření je především zvýšený tlak na vlastní výkon, který doprovází silné obavy z vlastního selhání. Dalším rizikovým faktorem je psychické vyčerpání, ke kterému dochází z důvodu jednostranného zaměření mysli a neschopnosti relaxace.
Je pak otázkou, zda jedince tlačí k výkonům jen okolí, jako je tomu například v pomáhajících profesích nebo zda si tento tlak vytváří sám neúměrnými požadavky na vlastní výkon a přehnanou sebekritikou.
Z výsledku moderních výzkumů[zdroj?] vyplynulo, že syndrom vyhoření ohrožuje mnohem širší část populace. Nezanedbatelný podíl na prevalenci této poruchy mají i ženy v domácnosti, studenti či matky na mateřské dovolené.

## Rozdíl mezi vyhořením a stresem
Stres i vyhoření jsou reakce na náročné situace, zejména v pracovním kontextu. Oba stavy jsou spojeny s negativními důsledky pro duševní a fyzické zdraví jedince. Jsou často výsledkem dlouhodobého tlaku a přetížení, ať už je to kvůli nadměrné pracovní zátěži, emocionálním požadavkům nebo nedostatku podpory. Zároveň se ale jak stres a vyhoření projevují velmi rozdílně.

### Příčiny a charakteristika:
- Stres: Je typicky reakcí na nadměrné požadavky nebo tlaky, které jsou vnímány jako zátěžové, ale zpravidla dochází k zotavení po odstranění stresorů.
- Vyhoření: Je pokročilejší stádium stresu, které se vyznačuje emocionálním, fyzickým a mentálním vyčerpáním. Je spojeno s pocitem ztráty osobní identity, cynismem a sníženým výkonem, zejména v pracovním prostředí. Vyhoření se často vyvíjí po dlouhodobém období neřešeného stresu a jeho dopady jsou obvykle hlubší a delší.

### Projevy a důsledky:
- Stres: Může vést k různým fyzickým a psychickým příznakům, jako je bolest hlavy, úzkost, podrážděnost nebo problémy se spánkem. Stres může být také spojen s krátkodobými emočními a behaviorálními reakcemi.
- Vyhoření: Zahrnuje chronické pocity vyčerpání, negativní postoje k práci a sníženou profesionální efektivitu. Jednotlivci s vyhořením mohou zažívat dlouhodobé negativní důsledky pro jejich mentální zdraví, jako je depresivní nálada a sociální izolace.

### Přístupy k léčbě a zvládání:
- Stres: Management stresu často zahrnuje techniky, jako je časový management, relaxační techniky, fyzická aktivita a vyhledání podpory.
- Vyhoření: Vyžaduje komplexnější přístup k léčbě, který může zahrnovat dlouhodobou terapii, změny v pracovním prostředí a životním stylu, a často se zaměřuje na znovunalezení smyslu práce a osobního života.

## Prevence a léčba
Při prevenci vyhoření je důležitý vlastní postoj člověka k práci. V práci má být samozřejmě pociťován smysl, ale neměla by být jediným cílem, smyslem a zájmem v životě člověka. Důležitá je sociální opora (společenská podpora) osoby, které hrozí vyhoření, jejímiž hlavními zdroji jsou: funkční rodina, kolegové v zaměstnání, přátelé, zájmy a celkově trávení volného času včetně aktivního i pasivního odpočinku (zábavy).
Při léčbě vyhoření se také využívají psychologické (především psychoterapeutické) přístupy (zejména přeučení k smysluplnějšímu postoji k práci (jak v domácnosti, tak v zaměstnání), především existenciální psychoterapie, transformační systemická terapie, logoterapie a daseinsanalýza.

## Diagnostika
Vzhledem k tomu, že syndrom vyhoření neměl jasně daná a oficiálně uznaná kritéria, nejsou dosud způsoby jeho diagnostiky zcela konsensuální. V současné době (červen 2019) existují především dotazníkové metody. V České republice jako jediná plně standardizovaná metoda je tzv. Shiromova–Melamedova škála vyhoření (Shirom–Melamed burnout measure), pro kterou jsou dostupné normy od reprezentativního vzorku české populace.